# How R U Doin?
A How R U Doin? a dán-norvég Aqua első kimásolt kislemeze a 3. Megalomania című stúdióalbumukról, mely 2011. március 14-én jelent meg. A dal Dániában a 4. helyet érte el, és ez lett a csapat 10. Top 10-es slágere. Az értékesítések alapján az IFPI arany helyezéssel díjazta a 15.000 példányszámú eladást.

## Előzmények
2009. március 9-én az együttes a  dal borítóját  Facebook oldalán tette közzé március 14-i dátummal.
A dalt Søren Rasted , Claus Norreen és Thomas Troelsen írták. A dal a 2011. október 3-án megjelent Megalomania című 3. stúdióalbumuk vezető kislemeze.

## Számlista
- Digitális letöltés[3]

1. "How R U Doin?" – 3:21

- Digitális letöltés  — remixes[4]

1. "How R U Doin?" (Freisig & Dif Remix) – 5:26
2. "How R U Doin?" (Club Mix) – 6:01

## Kiadási előzmények
| Régió              | Dátum             | Formátum                     |
| ------------------ | ----------------- | ---------------------------- |
| Skandinávia        | 2011. március 14. | Digitális letöltés           |
| Új-Zéland          | 2011. március 14. | Digitális letöltés           |
| Egyesült Államok   | 2011. március 14. | Digitális letöltés           |
| Egyesült Királyság | 2011. március 14. | Digitális letöltés           |
| Kanada             | 2011. március 14. | Digitális letöltés           |
| Dánia              | 30 May 2011       | Digitális letöltés — remixes |

## Slágerlista
| Slágerlista (2011)  | Legjobb helyezés |
| ------------------- | ---------------- |
| Dánia(Tracklisten)  | 4                |
| Ukrajna(FDR Charts) | 2                |

## Minősítések
| Ország               | Minősítés | Eladások |
| -------------------- | --------- | -------- |
| Dánia (IFPI Denmark) | arany     | 15.000   |